# Stan der Killer
Stan der Killer (Originaltitel Stan le tueur) ist eine Erzählung von Georges Simenon, in der Kommissar Maigret und sein Team in der Pariser Innenstadt versuchen, den Chef einer Raubmörderbande zu stellen. Das zur Reihe der Maigret-Romane und -Erzählungen gehörende Werk entstand im Winter 1937/38 in Neuilly-sur-Seine oder im März 1938 in Porquerolles. Die Erzählung erschien erstmals am 23. Dezember 1938 in der Zeitschrift Police-Film/Police-Roman.
In Buchform wurde die Erzählung 1944 in dem Erzählband Les Nouvelles Enquêtes de Maigret bei Gallimard veröffentlicht. In deutscher Übersetzung von Hansjürgen Wille und Barbara Klau erschien die Erzählung erstmals 1972 unter dem Titel Maigret und der Pole bei Kiepenheuer und Witsch, in neuer Übersetzung von Schönfeld 1987 in dem Band Sechs neue Fälle für Maigret sowie 1989 in dem Band Maigret und Stan der Killer im Diogenes Verlag. 
Die Erzählung lieferte das Drehbuch für die erste Folge einer Fernsehserie um den Kommissar Maigret; in Stan the Killer (1950) verkörpert von Herbert Berghof in der Fernsehserie The Trap von CBS TV.

## Handlung

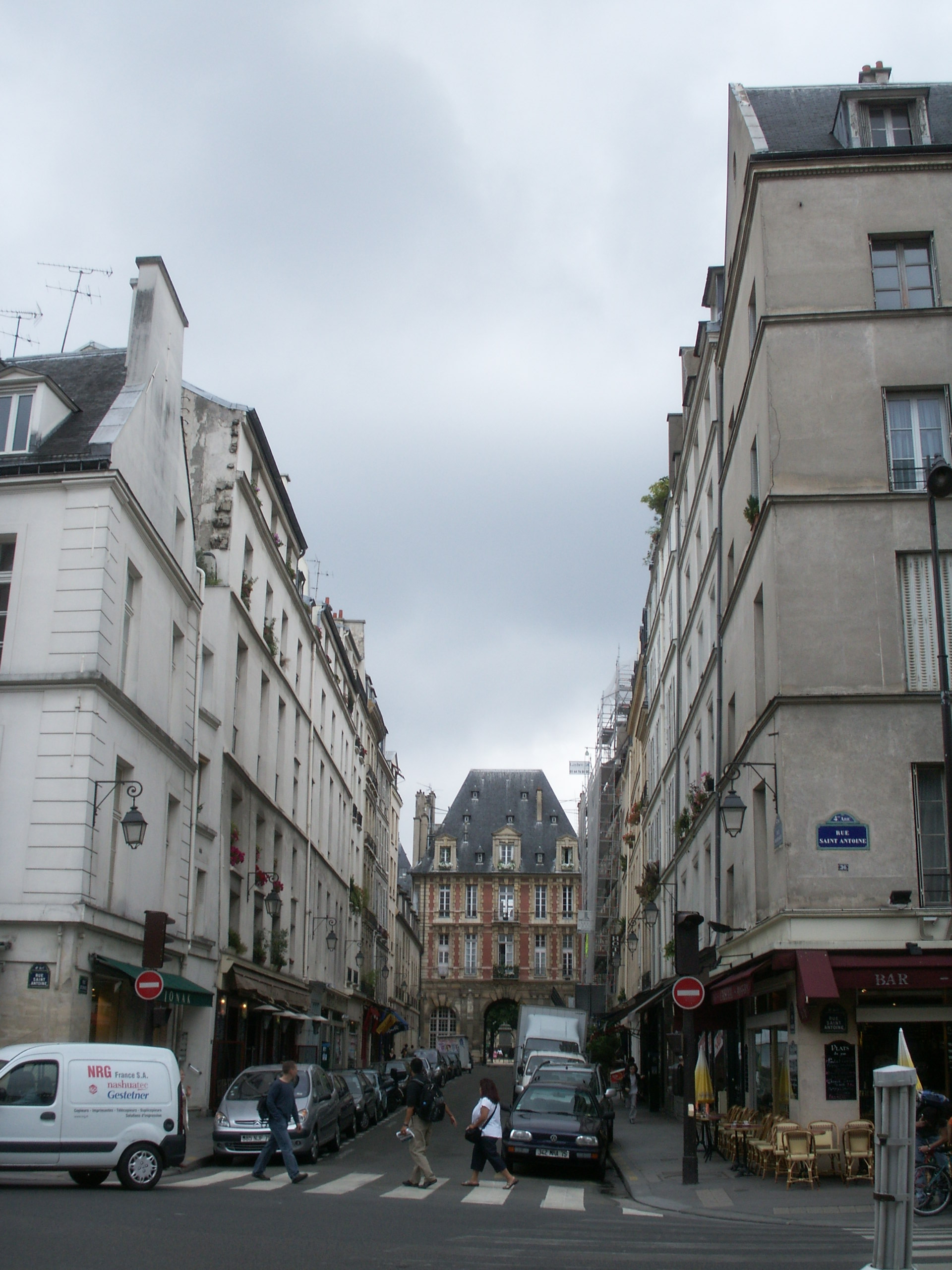
Rue de Birague, Paris

Maigret und seine Inspektoren haben vor einem Hotel in einer kleinen Seitenstraße, in der Rue de Birague im 4. Arrondissement ein Versteck organisiert, von dem aus sie eine Bande polnischer Krimineller beobachten wollen, die Raubüberfälle auf einsame Bauernhöfe in Nordfrankreich verüben soll.  Bereits mehrere Stunden überwacht  Lucas mittlerweile das schäbige Hôtel Beauséjour. Dort logieren zwei Männer, Boris Saft, genannt „Barbu“, und Sacha Vorontzov, auch „Borgne“, und eine Frau, die 28-jährige Olga Tzérewski, die Safts Geliebte sein soll. Sie bekommen regelmäßig Besuch von Kumpanen, so dass Maigret vermutet, man bereite nun einen weiteren Überfall vor. Um ein Blutvergießen bei der Festnahme zu verhindern, bereitet der Kommissar sorgfältig die Erstürmung des Hotels vor.
Eines Tages erhält er Besuch von einem früheren polnischen Offizier und inzwischen Sportlehrer an einer Pariser Schule. Michel Ozep will  Maigret dabei helfen,  „Stan den Killer“ festzunehmen. Er erzählt ihm auch, dass er sein Heimatland aus Liebeskummer verlassen hat. Um Stan zu einer Reaktion zu provozieren, entscheidet er sich, Ozep zu Olga zu schicken, um die Bande zum Aufgeben zu bewegen. Sobald Saft und Vorontzov verschwunden sind, dringt Ozep in das Hotel ein, aber er findet sich nicht in dem Gebäude zurecht. Schließlich finden Maigret und seine Männer die Leiche von Olga erdrosselt vor. Saft, Vorontzov und weitere Mitglieder der Bande werden bald darauf festgenommen, schweigen aber zu der Tat. Man findet heraus, dass Olga Tzérewski in Wirklichkeit Stéphanie Polintskaïa heißt und die Frau von Michel Ozep war, mit dem sie ein gemeinsames Kind hatte, das aber in Polen blieb. Nachdem sie ihren Mann verlassen hatte, um in die Vereinigten Staaten auszuwandern, hatte sie ihren kleinen Sohn erstochen. In den USA und anschließend in Frankreich erlangte sie traurige Berühmtheit unter dem Namen „Stan le Tueur“. 

## Ausgaben
Nach der  Erstveröffentlichung in Police-Film/Police-Roman (1938) erschien die Erzählung in der Sammlung Le Jury (n° 38, gekoppelt mit Mademoiselle Berthe et son amant) unter dem Titel Les silences de Maigret (Bruxelles, A. Beirnaerdt, o. J. [1942]), schließlich in dem Sammelband Les nouvelles enquêtes de Maigret (Paris, Gallimard, NRF., 1944). Sie wurde in die Simenon-Werkausgaben Œuvres complètes (Lausanne, Editions Rencontre, 1967–1973) in Band IX, in Tout Simenon (Paris, Presses de la Cité, 1988–1993) in Band 25 und in Tout Simenon (Paris, Omnibus, 2002–2004) in Band 25 aufgenommen. In deutscher Übersetzung liegt sie außerdem in dem bei Diogenes 2009 erschienenen Sammelband Sämtliche Maigret-Geschichten (ISBN 978-3-257-06682-1) vor.

## Adaptionen
- Stan the Killer, US-amerikanischer Fernsehfilm (Regie: Joseph DeSantis, mit Herbert Berghof als Maigret). Ausstrahlung CBS TV in der Reihe The Trap 20. Mai 1950.
- Stan the Killer, US-amerikanischer Fernsehfilm (Regie: Paul Nickell, mit Eli Wallach als Maigret), CBS TV Studio One,  20. September 1952.
- Stan le tueur, Folge der französischen Fernsehserie Les Enquêtes du commissaire Maigret (Regie: Philippe Laïk, mit Jean Richard als Maigret), Ausstrahlung 1990.